# Divizia 21 Infanterie (1916-1918)
Divizia 21 Infanterie a fost o mare unitate de nivel tactic care s-a constituit la 25 august/7 septembrie 1916, prin resubordonarea unor unități din organica Diviziei 3 Infanterie și Diviziei 4 Infanterie.:Anexa 10, p. 10
Divizia  a făcut parte din organica Armatei 2. La intrarea în război, Divizia 21 Infanterie a fost comandată de generalul de brigadă Dimitrie Lambru. Divizia a participat la acțiunile militare pe frontul românesc, în perioada 25 august/7 septembrie 1916 - 7/20 decembrie 1916. La 20 noiembrie/3 decembrie 1916, după desfășuraea Bătăliei pentru București, în compunerea diviziei vor intra și rămășițele  Diviziei 2/5 Infanterie și Diviziei 9/19 Infanterie. La 7/20 decembrie 1916, Divizia 21 Infanterie se desființează.

## Ordinea de bătaie la mobilizare
Divizia 21 Infanterie nu era prevăzută a se înființa în planul de mobilizare. După începerea războiului, Marele Cartier General a decis, la 25 august/7 septembrie 1916, constituirea sa prin resubordonarea unor unități aparținând Diviziilor 3 și 4 Infanterie, în subordinea Armatei 2, comandată de generalul de divizie Alexandru Averescu 
Ordinea de bătaie a diviziei era următoarea:

- Divizia 21 Infanterie

- Brigada 33 Infanterie

- Regimentul 46 Infanterie
- Regimentul 61 Infanterie

- Brigada 34 Infanterie

- Regimentul 45 Infanterie (Batalioanele I și II Infanterie)
- Regimentul A Infanterie

- Batalionul IV/Regimentul 30 Infanterie
- Batalionul IV/Regimentul 44 Infanterie
- Batalionul IV/Regimentul 70 Infanterie

- Brigada 3 Artilerie

- Regimentul 10 Artilerie
- Regimentul 15 Artilerie (începând cu 6 septembrie 1916)

- 2 baterii de 53 mm

Forța combativă a diviziei era de 11 batalioane de infanterie, 12 baterii de artilerie cal. 75 mm și 3 baterii de artilerie cal. 53 mm.:Anexa 10, p. 11

## Reorganizări pe perioada războiului
Între 15/28 septembrie - 20 septembrie/3 octombrie 1916, pe timpul Operației de la Flămânda, Brigada 34 Infanterie a fost scoasă din compunerea diviziei, în locul său fiind primită Brigada 42 Infanterie, formată din Regimentul 83 Infanterie și Regimentul 84 Infanterie.
La 20 noiembrie/3 decembrie 1916, după Bătălia pentru București, în compunerea de luptă a diviziei vor intra și rămășițele  Diviziei 2/5 Infanterie și Diviziei 9/19 Infanterie, marea unitate având următoarea ordine de bătaie, până la desființare::p. 197
- Divizia 21 Infanterie

- Brigada Colonel Ștefan Șteefănescu (formată din infanteria Diviziei 21 Infanterie)

- Regimentul 46/61 Infanterie (două batalioane)
- Regimentul 88/89 Infanterie (două batalioane)

- Brigada Colonel Nicolae Mihăescu (formată din infanteria Diviziei 9/19 Infanterie)

- Regimentul Locotenenent-colonel Paulian (două batalioane)
- Regimentul Maior Rasoviceanu (trei batalioane)

- Brigada 3 Artilerie

- Regimentul 10 Artilerie
- Regimentul 15 Artilerie

Forța combativă a diviziei era de 9 batalioane de infanterie și 12 baterii de artilerie cal. 75 mm.:p. 197

## Comandanți
Pe perioada desfășurării Primului Război Mondial, Divizia 21 Infanterie a avut următorii comandanți:
| Gradul             | Numele          | Perioada                             | Imagine |
| ------------------ | --------------- | ------------------------------------ | ------- |
| General de brigadă | Aristide Razu   | 25 august 1916 - 30 august 1916      |         |
| General de brigadă | Nicolae Petala  | 31 august 1916 - 3 septembrie 1916   |         |
| General de brigadă | Dimitrie Lambru | 3 septembrie 1916 - 7 decembrie 1916 |         |